# Taouleba
Taouleba est une petite ville du Togo située dans la préfecture de Bassar, dans la région de la Kara

## Géographie
Taouleba est situé à environ 41 km de Bassar, chef lieu de la préfecture.

## Vie économique
- Réparation mécanique

## Lieux publics
- Infirmerie